# Aironi Rugby
Maillots
Dernière mise à jour : 10 juin 2012.
Aironi Rugby (de l'italien « héron ») était une franchise italienne de rugby à XV créée en 2010 pour participer à la Celtic League et à la Coupe d'Europe et dissoute en 2012 à la suite de difficultés financières.
Elle était issue de la coopération de plusieurs clubs : Rugby Viadana, Gran Parma Rugby, Rugby Parme ainsi que les clubs de Colorno, Noceto, Reggio d'Émilie, Modène et de Mantoue. La franchise jouait ses rencontres à domicile au Stadio Luigi Zaffanella dans la ville de Viadana pour la majorité de ses matchs et au Stadio Giglio à Reggio d'Émilie pour les rencontres plus importantes.

## Histoire
Fin 2008, la Fédération italienne de rugby (FIR) approche le Celtic Rugby Board en vue de faire intégrer des équipes italiennes dans la Celtic League. À la suite de l'accord de principe du comité celte en mars 2009 pour l'arrivée de deux équipes, la FIR choisit Aironi dès juillet pour représenter l'Italie.
Cependant, début février 2010, la FIR annonce qu'elle désire interrompre les négociations avec les responsables de la Ligue celtique, pretextant que les « demandes de nature économique » n'étaient « pas acceptables ». Tout rentre dans l'ordre un mois plus tard et la présence d'Aironi, accompagnée du Benetton Rugby Trévise, est confirmée pour les éditions 2010-2011 de la Celtic League et de la Coupe d'Europe.
La franchise créée appartient à plusieurs clubs :
- Viadana - 54 %
- Colorno - 15 %
- Parme - 10 %
- Gran Parma - 10 %
- Noceto - 5 %
- Mantoue - 2 %
- Modène - 2 %
- Reggio - 2 %

Très vite, plusieurs internationaux italiens rejoignent la nouvelle équipe, les premiers sont Marco Bortolami (Gloucester), Fabio Ongaro (Saracens) ou Salvatore Perugini (Aviron bayonnais). Le 11 décembre 2010, le club remporte la toute première victoire de son histoire en Coupe d'Europe, en battant le Biarritz olympique sur le score de 28 à 27. En 2012, la Fédération italienne retire la licence au club en raison d'un déficit financier. Aironi Rugby est alors remplacée en Pro12 et en Coupe d'Europe par le Zebre à compter de la saison 2012-2013.